# More Koro
More Koro je more u Tihom oceanu koje se prostire na zapad do otoka Viti Levu, a na istok do otočja Lau. Koro more okruženo je otocima arhipelaga Fidži.
Koro more je dobilo ime po otoku Koro.